# Tony Clarke
Tony Clarke (Coventry, 21 augustus 1941 - 4 januari 2010) was een Brits producer, voornamelijk bekend vanwege zijn werk voor de muziekalbums van Moody Blues; hij werd daarom wel de zesde Moodie genoemd.

## Biografie
Clarke begon zelf als basgitarist toen hij studeerde aan het Coventry College of Art. Een bandje miste een basgitarist en vroeg hem om in te vallen. Hij kon toen nog geen noot spelen, maar werd door dat bandje geleerd hoe en wat te doen. Hij maakt het College af en kwam te werken aan de tekentafels, onder meer voor de Mini Cooper. Toch zag hij daar zijn toekomst niet liggen; hij ging professioneel basgitaar spelen. Hij belandde in Skifflebands en zijn voorbeeld wordt Lonnie Donogan, maar ook bezocht hij jazzconcerten. Zijn eerste professionele optreden kwam met Johnny Kidd and the Pirates. Daarna ging hij studiowerk doen voor allerlei bandjes, waarbij in aanraking kwam met producers. Dat wilde hij ook, hij ging solliciteren en werd door Decca aangenomen. Hij mocht plaatjes pluggen bij bijvoorbeeld Radio Luxembourg; een van de eerste was een single van Roy Orbison; het is 1963.
Hij is er dan ook bij als Decca op een gegeven dag Jimi Hendrix afhoudt; een linkshandige gitarist vond geen genade bij de directie (al eerder hadden ze The Beatles weggehouden). Hij loopt in de studio als een producer ziek is en wordt gevraagd voor hem in te vallen. Zijn eerste hitje is Mirror Mirror door Pinkerton's Colours (1965), dat tot de achtste plaats in de Britse hitparade komt.
In 1967 kreeg hij de opdracht om van de Moody Blues een succesvol bandje te maken. Zij hadden, ondanks hun hit Go Now! een schuld van meer dan 5000 pond bij Decca en Clarke moest dat terugverdienen. Tegelijkertijd wilde Decca experimenteren met een nieuwe stereovariant. Al eerder had in die variant Procol Harum succes met A Whiter Shade of Pale, gevolgd door Matthew and Son van Cat Stevens. Nights in White Satin zou het derde succes worden. Eerder had hij al achter de knoppen gezeten bij de Moodies, bij hun single Fly Me High (1967). Uiteindelijk liep dat uit op een verzoek om een moderne versie te maken van Antonín Dvořáks negende symfonie. De Moodies waren eigenwijs en kwamen met eigen werk, waarbij Clarke hen hun gang liet gaan. Het zou uiteindelijke resulteren in hun studioalbum Days of Future Passed. Hij ging nauw samenwerken met Mike Pinder, de man van de mellotron. Ze trokken daarbij samen op tot en met het album Octave. Met het vertrek van Pinder (hij moet in de Verenigde Staten blijven, om genaturaliseerd te kunnen worden) vertrekt ook Clarke bij de Moodies. In 1971 heeft Clarke enige uitstapjes met de Four Tops, die A Simple Game van Pinder opnemen.
Na de Moody Blues werd het stil rondom Clarke. Hij werkte nog wel met Clannad, Rick Wakeman en Nicky Hopkins.

## Bron
- Artikel Engelstalige Wikipedia
- Boek Mellotron (2008) van Nick Awde